# Ґорґішелі
«Ґорґішелі» — український гурт, основою та обличчям якого є Тамара та Етері — дві сестри-грузинки, що народилися і все життя мешкають у Львові. Ґорґішелі співають українською та грузинською мовами, а у своїй музиці природно поєднують елементи артроку, грузинського та українського фольку у сучасному звучанні.
За 5 років існування гурт вів активну концертну діяльність — фестивалі «Мелодія», «Червона рута», «Перлини сезону», «Рок-екзистенція», «Європа-Центр», «Тарас Бульба», «Чайка», «Мазепа Фест», «Молода Галичина». У 2005 році гурт був запрошений на фестиваль української культури у Сопоті (Польща), 2006 рік — на відкриття року України в Грузії. Музиканти брали участь у телепроєкті «Свіжа кров» на каналі М1, де набрали найбільшу кількість балів серед усіх учасників. Зараз до складу гурту, що був сформований у 2003 році, входять:
- Тамара Горгішелі (гітара, вокал);
- Етері Ґорґішелі (бас-гітара, бек-вокал);
- Олексій Слободян (ударні, перкусія);
- Мар'ян Козовий (гітара);
- Олег "Джон" Сук (клавішні).

Влітку 2006 року гурт підписав довгостроковий контракт з компанією Comp Music / EMI, у співпраці з якою 20 листопада побачив світ дебютний альбом гурту під назвою «Аморе». Платівка була записана на студії «rspf.cc» Сергія Товстолузького.
У 2011 році гурт припиняє існування.

## Дискографія
- 2006 — «Аморе»

1. Завжди зі мною ти	(2:59)
2. Пташка (3:56)
3. Аморе (4:20)
4. Купідон (4:13)
5. Аджарська (3:32)
6. Паперові люди (4:02)
7. Ті, що ходять (3:10)
8. Де твій рай (3:11)
9. Вересень (3:54)
10. Баю-баю (4:23)
11. Квітка (2:14)

- 2009 — «Live»

1. Завжди зі мною ти (2:55)
2. Купідон (4:11)
3. Ромбамбар (4:03)
4. Де твій рай (3:21)
5. Аджарська (3:43)
6. Стрибаєм (3:25)
7. Весело (українська народна) (1:37)
8. Ґенацвале (4:04)
9. Пташка (4:12)
10. Квітка (1:53)
11. Аморе (3:55)
12. Баю-баю (4:44)

- 2010 — «Ромбамбар»

1. Харалало
2. Не дивись на мене так
3. Ромбамбар
4. Боже, не йди
5. Мзе
6. Ґенацвале
7. Ой,місяцю
8. Руки
9. Без тебе
10. Нані

bonus: 
1. Миколай
2. Мама

Чорний Вересень (1997—2003)
1. Вальс (Не вернеш)	(5:03)
2. Весна (3:48)
3. Дивись (3:57)
4. Завтра (3:52)
5. Замучений край (4:37)
6. І ти живеш (4:21)
7. Не втікай (4:32)
8. Небо (4:28)
9. Поплач (2:13)
10. Привіт це я (2:47)
11. Реггі (Не шукай мене) (3:35)
12. Чуєш (3:13)
13. Я знаю все